# بوحمامه
بوحمامه (به عربی: بوحمامة) یک شهرداری در الجزایر است که در استان خنشله واقع شده‌است. بوحمامه ۴۰۹ کیلومتر مربع مساحت و ۱۰٬۶۱۴ نفر جمعیت دارد.